# 河窪信実
河窪 信実（かわくぼ のぶざね）は、戦国時代から安土桃山時代にかけての武将。甲斐武田氏の一族で、武田信玄の異母弟に当たる。親族衆に属した。

## 生涯
甲斐国の戦国大名・武田信虎の子として誕生。甲斐河窪村を領したことから河窪氏を称する。「川窪の城山」として知られる丘に城郭を構えていたとされる。騎馬15騎、浪人組313人を与えられ、武蔵国雁坂口方面の守備を担当した。後に200騎を与力とする。
元亀2年（1571年）の兄・松尾信是の没後、信玄の命により、子・信俊が信是の娘を娶って松尾家を相続し、結果、信実が実質的にその遺領を支配した（知行高397貫余）。史料的価値の高さからよく引用される軍役定書は、松尾遺領を引き継いだ際のものとされる。

### 長篠における戦闘

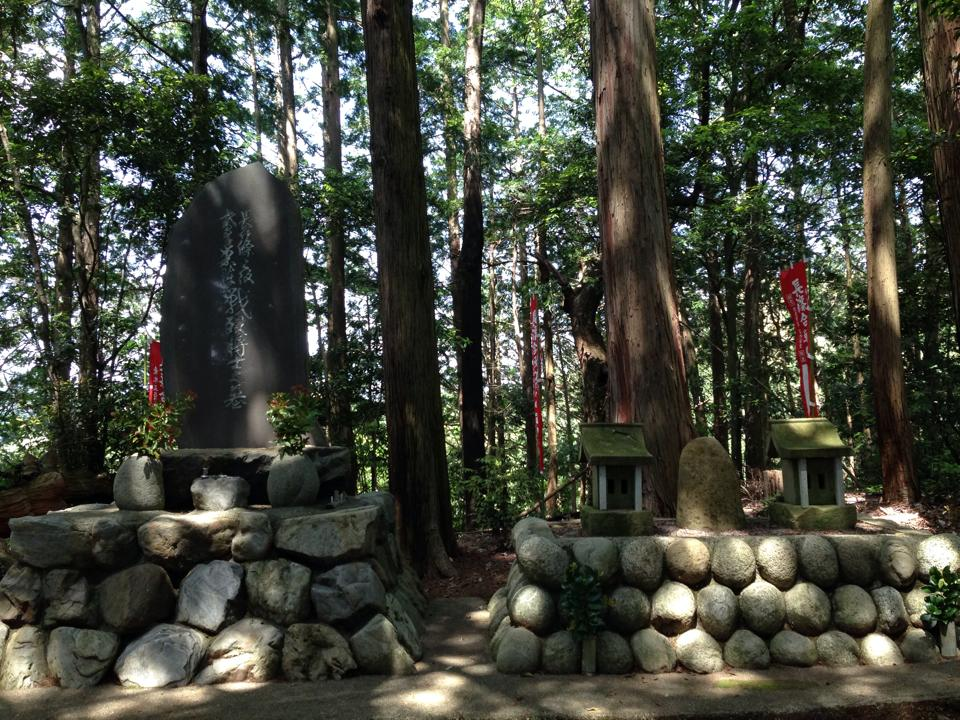
鳶ヶ巣山砦址（愛知県新城市乗本）

天正3年（1575年）の長篠の戦いでは、長篠城内を監視できる鳶ヶ巣山砦を守備しており、武田勝頼本隊が織田信長・徳川家康連合軍との雌雄を決した設楽原の決戦本陣には参加していない。だが、酒井忠次が率いる連合軍別働の奇襲隊が仕掛けてきた奇襲により、信実の鳶ヶ巣山砦の方が設楽原決戦よりも先に開戦した。
5月21日早朝、尾根伝いで酒井隊から無警戒の背後への奇襲を受けた信実らは、中核・鳶ヶ巣山の本砦以外にも三枝守友などに託した支砦4か所を守備しており、兵数で劣る5つの砦は相互連携に欠くなどの不備も重なり、各砦は分断されたまま防戦に努めねばならず、一段と劣勢下にあった。信実は小宮山隼人助を指揮し、酒井隊指揮下の松平伊忠や菅沼定盈などを4度は押し返した。松平家忠が率いる東条松平勢が力任せに砦内侵入を試みようとするのを凌いでいたが、家忠部隊は陽動であり、数に劣る武田方は松平勢精鋭による別口からの侵入を許してしまった。やがて姥ヶ懐、君ヶ伏所等の支砦を壊滅させた松平清宗や本多広孝などの奇襲隊別働軍が本砦への増援に加わってくると、これを防ぎ得ずして戦死した。
一説によれば、信実は東条松平の配下・平岩権太夫に、小宮山隼人助は菅沼定盈の配下に討たれたといわれている。
信実を祭ったものか、かつて鳶ヶ巣山には「兵庫塚」と呼ばれた小高い丘が在ったと言われるが、耕地として開墾されてしまったのか、現在では残っていない。

## 子孫
信実の戦死後、嫡子・河窪信俊が家督を相続した。天正10年（1582年）の武田家滅亡後は徳川家康に仕え、子孫は旗本（2700石）となっている。また、信俊の子・信貞の代に河窪から武田姓に復している。長野県松本市では、旧新村を中心に武田菱の家紋を持つ「川久保」姓の家系が存続している。

## 逸話
ある時、徳川家康の家臣篠瀬某が、諜報のため主命に背いて怒りを買ったと称して、信実の許に訪れてきたので信実はこれを保護した。しばらくすると、家康の勘気も解けたので帰参を許すとの知らせが届いた。帰参を希望したものの、信実に対して何の恩返しもしていない。篠瀬は苦悩の末、その胸中を信実に告白すると、信実は「少し待て」と言って座を立ち、しばらくすると2羽の立派な鷹を携えて戻ってきて「三河殿は鷹狩りを好むと聞く。帰参の折にこれを献上いたせば、お主への心証も良くなるであろう」と言って鷹を与えた。篠瀬からの報告を受けるなかで家康は、信実の心根に深く感じ入ったと言う。